# Шмидефелд (Лихтетал)
Шмидефелд (њем. Schmiedefeld) општина је у њемачкој савезној држави Тирингија. Једно је од 39 општинских средишта округа Залфелд-Рудолштат. Према процјени из 2010. у општини је живјело 1.080 становника. Посједује регионалну шифру (AGS) 16073079.

## Географски и демографски подаци
Шмидефелд се налази у савезној држави Тирингија у округу Залфелд-Рудолштат. Општина се налази на надморској висини од 750 метара. Површина општине износи 9,5 km². У самом мјесту је, према процјени из 2010. године, живјело 1.080 становника. Просјечна густина становништва износи 113 становника/km².